# 메건 워싱턴
메건 워싱턴(Megan Washington, 1986년 1월 7일 ~ )은 오스트레일리아의 싱어송라이터이다. 2010 ARIA 뮤직 어워드 최우수 여자음악가상 수상자이다.

## 음반 목록
- I Believe You Liar' (2010)
- Insomnia (2012)
- There There (2014)